# District de Geochang
Le district de Geochang est un district de la province du Gyeongsang du Sud, en Corée du Sud.

## Jumelages
- Gokseong (Corée du Sud) depuis 1998
- Gangdong-gu (Corée du Sud) depuis 1999
- Gaoyou (Chine) depuis 2005
- Yeongdo-gu (Corée du Sud) depuis 2006
- Suseong-gu (Corée du Sud) depuis 2006
- Seocho-gu (Corée du Sud) depuis 2007